# Pebbles
Pebbles, in seguito nota come Perri Reid, o ancora Perri 'Pebbles' Reid, pseudonimo di Perri Arnette McKissack (Oakland, 29 agosto 1964), è una cantautrice, produttrice discografica, predicatrice battista statunitense, popolare soprattutto tra la fine degli anni ottanta e i primi novanta. È la cugina della cantante Cherrelle.

## Biografia

### Gli esordi
Nata da una famiglia con quattro figli e cresciuta nella grande Bay area della città di Oakland, in California, iniziò la carriera di cantante nei primi anni '80 come corista per la band del percussionista Bill Summers e del gruppo musicale funk Con Funk Shun, collaborando fra l'altro come co-autrice ad uno degli ultimi brani di successo, Body Lovers.
Alla fine del decennio, con lo pseudonimo di Pebbles (soprannome familiare tratto da un personaggio dei Flinstones), firmò un contratto discografico con la MCA.
L'esordio con l'omonimo album avvenne nel 1987 con il supporto di Babyface, di Michael Sembello e del produttore L.A. Reid (LaFace Records), che avrebbe sposato due anni più tardi: diventati hit di successo e entrati nella Top Five americana della Billboard Hot 100, i due singoli Girlfriend (quinto posto) e Mercedes Boy (secondo posto) conquistarono la vetta nelle vendite con il disco d'oro e di platino negli States.
Nel 1988 cantò pure nei cori per l'album Forever Your Girl della cantante Paula Abdul.
Ai XXXI Grammy Awards 1989 fu inserita nella rosa delle nomination per la categoria Best R&B Vocal Performance, Female con il brano Girlfriend.

### Gli anni Novanta
Nel 1990 uscì il secondo album di Pebbles, Always, ancora una volta disco oro e platino, ottenendo un altro successo nella Top Five con il singolo Giving You the Benefit (quarto posto negli Stati Uniti), con la collaborazione fra gli altri anche delle Salt-n-Pepa (Backyard) e di Cherrelle fra i cori.  Ai XXXIII Grammy Awards 1990 fu nuovamente indicata nella rosa delle nomination per la categoria Best R&B Vocal Performance, Female con il brano Giving You the Benefit.
A Natale del '90 apparirà in tv nel programma popolare Friday Night Videos della Nbc accanto a Whitney Houston, una delle sue migliori amiche (già viste insieme un mese prima all'Arsenio Hall Show su Paramount Television, a novembre); Pebbles fu tra l'altro sua damigella d'onore al matrimonio con Bobby Brown nel '92.
Il suo singolo Love Makes Things Happen,  uscito nel gennaio del 1991 in duetto con Babyface, raggiunse il tredicesimo posto nelle classifiche americane.
Messa momentaneamente da parte la carriera da solista, Pebbles fondò l'etichetta discografica Savvy Records e creando ad Atlanta il gruppo musicale femminile delle TLC, com'è noto, formato da Tionne "T-Boz" Watkins, Lisa "Left Eye" Lopes e da Rozonda "Chilli" Thomas, sostenendone la carriera da manager, non appena divenne uno dei più popolari gruppi a livello mondiale nel 1994, grazie al successo dell'album CrazySexyCool, undici volte disco di platino. Da allora, le TLC vendettero oltre 65 milioni di dischi, il secondo gruppo femminile più commercializzato di tutti i tempi, dopo le Spice Girls.
Nel 1995 Pebbles tornò a cantare con il terzo album dal titolo Straight from the Heart, senza riuscire a eguagliare il successo commerciale dei predecedenti lavori.

### La conversione religiosa
Nella stagione 1997-'98 avvenne l'incontro mistico della Pebbles con Dio: prese quindi la decisione di fondare in seguito la comunità religiosa "Donne di Dio che cambiano vita attraverso Cristo" (Women of God Changing Lives Through Christ) e assumendo il nome di "Sorella Perri".
Nel 2000 fu pubblicata la raccolta Greatest Hits per l'etichetta Hip-O records.
Dal 4 novembre del 2001 divenne un ministro della chiesa cristiana battista, investita da Eddi L. Long, vescovo della Newbirth Missionary Baptist Church di Lithonia.
Nel 2008 pubblicò il suo quarto album dal titolo Prophetic Flows vol. I & II, piazzandosi al 12º posto nella classifica Billboard Gospel Album Chart.
Il 2011 segnò il suo ritorno nel mondo dello spettacolo: fu chiamata dall'Essence Music Festival, organizzato nello stato della Louisiana a New Orleans, in qualità di produttore esecutivo alla ricerca di nuovi talenti R&B.

## La rottura con le TLC e le vicende giudiziarie
Nonostante il successo mondiale, il trio delle TLC, nel luglio del 1995, presentò istanza di fallimento. Secondo il tribunale, le star avrebbero dichiarato di avere attività per meno di un milione di dollari a fronte di debiti per oltre tre milioni e mezzo.
Probabilmente, secondo Krulik, la maggior parte di quel debito apparteneva a Lisa "Left Eye" Lopes, che era stata citata in giudizio dalla compagnia di assicurazioni Lloyds di Londra. Ma anche le altre ragazze avevano contratto debiti.
Molti addetti ai lavori ritennero, invece, che gran parte dei problemi delle TLC derivassero da un cattivo contratto firmato con la manager Perri "Pebbles" Reid (aveva 'blindato' le TLC con un contratto da sei cd) e la sua società Pebbitone. Ma la Pebbles negò ogni attribuzione. Piuttosto, la produttrice rimase dell'avviso che l'intera questione della bancarotta fosse stata soltanto una manovra delle TLC: il trio voleva uscire dal contratto discografico sfavorevole, rinegoziando un nuovo accordo per royalties più elevate con l’etichetta discografica, LaFace, fondata dal marito e da Kenneth "Babyface" Edmonds; per cui, Reid, a sua discolpa, continuò a sostenere sul fatto che le ragazze montarono i loro debiti per far sembrare le cose peggiori di quanto fossero.
Le TLC insistitettero sul fatto che, oltre ai debiti di Lisa Lopes, il gruppo guadagnasse meno di quanto effettivamente incassato dalle vendite di CrazySexyCool, e che le spese sarebbero servite per curare gli attacchi dolorosi di T-Boz, da tempo affetta da anemia falciforme, senza contare il costo delle spese logistiche e promozionali.
Alla fine, Pebbles si vide costretta a fare causa sia al trio TLC per compensi arretrati, sia al marito L.A. Reid, a Babyface (per LaFace Records) e all'Arista Records, per 10 milioni di dollari, in quanto aveva tentato di sottrarre dal suo controllo i suoi talenti e accusandoli di illecite infrazioni contrattuali. La produttrice americana abbandonerà l'industria musicale per oltre dieci anni, dopo essere rimasta amareggiata dall'esperienza negativa negli anni '90.

## Vita privata
Le notizie attorno alla sua vita privata sono sporadiche. Secondo IMDb, Pebbles ha avuto tre matrimoni e due figli.
Una prima figlia, Ashley, nacque dal primo matrimonio (1982-?) con George Smith.
Quindi la cantante sposò nel 1989 L.A. Reid, da cui ebbe il figlio Aaron. Poi, per via delle vicende giudiziarie ed economiche con le TLC, ottenne il divorzio nel 1996.
Il matrimonio del 2000 con l'ex giocatore della Major League Baseball, Otis Nixon, è durato appena quattro anni.

## Discografia

### Album
- 1987 - Pebbles (MCA Records)
- 1990 - Always (MCA Records)
- 1995 - Straight from My Heart (MCA Records)
- 2008 - Prophetic Flows Vol I & II (come Sister Perri) (Angel Child, Inc.)

### Raccolte
- 2000 - Greatest Hits (Hip-O Records)

### Remix
- 1987 - Love/Hate (MCA Records)
- 1987 - Girlfriend (MCA Records)
- 1987 - Girlfriend (Dance Remix) MCA Records (Regno Unito) WMCAX-1233
- 1988 - Mercedes Boy (MCA Records)
- 1988 - Take your time (MCA Records)
- 1988 - Do Me Right (MCA Records)
- 1990 - Giving you the benefit (MCA Records)
- 1990 - Love makes things happen (MCA Records)
- 1991 - Backyard (MCA Records)
- 1991 - Always (MCA Records)
- 2013 - Take your time (Late Nite Tuff Guy Edit)[20]

### Colonne sonore
- 1987 - Love/Hate (MCA Records)[21]
- 1988 - Mercedes Boy (MCA Records)[22]
- 1995 - Freedom (Mercury Records)[23]

### Compilation
- 1991 - Dance Now! (Giappone) (MCA Records)[24]
- 1991 - DJ Poska – What's Da Flava? N°12 (Francia) (Funky Maestro Entertainment)[25]
- 1991 - Black Beat - Vol. 02[26]
- 1998 - Los 100 Mayores Exitos De Los 80 Volumen 2 (Spagna)(Arcade Music Company España, S.A.)[27]
- 2003 - Radio Waves Of The 80's - Urban Hits (US) (Universal Special Products)[28]
- 2006 - 80s Dance Club (Awesome R&B Party Mix) (US)(Compass Productions / Universal Music Special Markets)[29]
- 2011 - Salt-N-Pepa – Icon (Europa)(Island Records)[30]
- 2011 - Dance Classics - Best Of Vol. 4 (Paesi Bassi) (Universal Music  / Rodeo Media)[31]

## Singoli (come corista)
- 1981 - Bill Summers & Summers Heat – Come On Out (MCA Records)[32]
- 1981 - Con Funk Shun - Body Lovers (Mercury Records)[33]

### Singoli
- 1987 - Love/Hate (MCA Records)
- 1987 - Girlfriend (MCA Records)
- 1988 - Mercedes Boy (MCA Records)
- 1988 - Take your time (MCA Records)
- 1988 - Do me right (MCA Records)
- 1990 - Giving you the benefit (MCA Records)
- 1990 - Love makes things happen (con Babyface) (MCA Records)
- 1991 - Backyard (con le Salt-n-Pepa) (MCA Records)
- 1991 - Always (con Cherrelle e Johnny Gill) (MCA Records)
- 1995 - Are you ready? (con il rapper Big Reese)[34] (MCA Records)
- 2008 - Let freedom reign (come Sister Perri) (Angel Child, Inc.)
- 2008 - Healing waters (come Sister Perri) (Angel Child, Inc.)

## Canzoni scritte per altri artisti
- 1988 - Babyface - Whip Appeal (Solar / Epic)[35]
- 1990 - Dwight Sills - Whip Appeal (Columbia)[36]

## Dischi prodotti
- 1992 - TLC - Ooooooohhh.... On the TLC Tip(LaFace Records)
- 1994 - TLC - CrazySexyCool (LaFace Records)
- 1996 - Mario Winans – Story of My Heart (Motown Records)
- 1997 - 4.0 - 4.0 (Savvy Records / Perspective Records)[37]

## Classifiche

### Girlfriend
Girlfriend resta probabilmente il suo singolo di maggiore successo a livello internazionale. Secondo quanto riferito dall'ex marito L.A. Reid, il brano destinato ad essere cantato da Vanessa Williams, passò alla fine a lei dopo averne acquistato i diritti per 18.000 dollari. I Caramel (ovvero i produttori Andy e Pete Lee del progetto musicale Love to Infinity) con la vocalist Paule Van Wijngaarden, registrarono nel 1999 una versione garage per la Brother Records.
A distanza di quasi di trentanni, ne ha fatto una versione dance-pop la cantante Sinitta, nel 2016.
| Classifiche (1987–1988)                                 | Posizione massima |
| ------------------------------------------------------- | ----------------- |
| Australia (ARIA)                                        | -                 |
| Austria (Ö3 Austria Top 40)                             | -                 |
| Belgio (Ultratop)                                       | 33                |
| Canada (RPM)                                            | -                 |
| Danimarca (IFPI)                                        | -                 |
| Finlandia (Suomen virallinen lista)                     | -                 |
| Francia (Syndicat national de l'édition phonographique) | -                 |
| Germania (Media Control Charts)                         | 14                |
| Irlanda (IRMA)                                          | 9                 |
| Italia (FIMI)                                           | -                 |
| Norvegia (VG-lista)                                     | -                 |
| Nuova Zelanda (The Official NZ Music Charts)            | 22                |
| Paesi Bassi (Dutch Top 40)                              | 21                |
| Regno Unito (The Official Charts Company)               | 8                 |
| Spagna (AFYVE)                                          | -                 |
| Stati Uniti (U.S. Billboard Hot 100)                    | 5                 |
| Svezia (Schweizer Hitparade)                            | -                 |
| Svizzera (Schweizer Hitparade)                          | 13                |

## Videoclip
| Anno | Titolo                   | Regia                           |
| ---- | ------------------------ | ------------------------------- |
| 1987 | Girlfriend               |                                 |
| 1988 | Mercedes Boy             |                                 |
| 1988 | Do Me Right              |                                 |
| 1990 | Giving You The Benefit   | Steven T. Miller/R. Brad Murano |
| 1990 | Love Makes Things Happen |                                 |
| 1991 | Backyard                 |                                 |
| 1995 | Are You Ready?           | Daniela Federici                |

## Nella cultura di massa
Nel film tv docu-drama CrazySexyCool: The TLC Story, regia di Charles Stone III, trasmesso in America il 21 ottobre 2013 dal network musicale VH1, il suo personaggio fu interpretato dall'attrice Rochelle Aytes.
Secondo la recensione della rivista Rolling Stone, nel film (sceneggiato da Kate Lanier) Pebbles fu ritratta come una produttrice parassita che ha volutamente sottratto milioni di dollari dal gruppo musicale di ingenue ragazze.
Nel 2014 Reid intraprese un’azione legale contro la società madre di VH1, la Viacom, per le “molte affermazioni false e diffamatorie” fatte nei suoi confronti e chiedendo un risarcimento di 40 milioni di dollari.
Nel 2016, in un giudizio sommario, il giudice distrettuale Mark Cohen - nella sua sentenza, pubblicata da The Hollywood Reporter - ritenne che solo cinque su quindici affermazioni contestate potevano sostenere una nuova richiesta di diffamazione.
La Viacom ha continuato a insistere - ancora durante l'indagine processuale del 2017 in corso, prima del processo con una giuria - sul fatto che il docudramma ha raccontato le esperienze dei membri delle TLC, raccontate dal loro punto di vista, rispettando il diritto di libertà di parola secondo il Primo Emendamento della Costituzione americana.